# Gantofta
Gantofta est une localité de Suède dans la commune d'Helsingborg en Scanie.
Sa population était de 1 489 habitants en 2019.